# Duża przerwa (serial telewizyjny 2006)
Duża przerwa (ang. Teachers) – amerykański serial telewizyjny, który był nadawany przez stację NBC. Premiera serialu miała miejsce 28 marca 2006 roku. Ukazało się tylko 6 odcinków. NBC zaprzestało nadawania dnia 2 maja 2006. Serial był luźno oparty na brytyjskiej wersji pt. "Nauczyciele" (Teachers).

## Obsada
- Justin Bartha jako Jeff Cahill
- Sarah Alexander jako Alice Fletcher
- Phil Hendrie jako Dick Green
- Deon Richmond jako Calvin Babbitt
- Kali Rocha jako Emma Wiggins
- Sarah Shahi jako Tina Torres
- Matt Winston jako Mitch Lenk

## Spis odcinków
| Światowa premiera | N/o | Angielski tytuł |
| ----------------- | --- | --------------- |
|                   |     |                 |
| SERIA PIERWSZA    |     |                 |
|                   |     |                 |
| 28.03.2006        | 01  | Substitute      |
|                   |     |                 |
| 04.04.2006        | 02  | Field Trip      |
|                   |     |                 |
| 11.04.2006        | 03  | Schoolympics    |
|                   |     |                 |
| 18.04.2006        | 04  | Golf            |
|                   |     |                 |
| 25.04.2006        | 05  | Testing         |
|                   |     |                 |
| 02.05.2006        | 06  | Prom            |
|                   |     |                 |